# 下角路
下角路是中国广东省惠州市的一条道路，自西向东分为下角西路、下角中路及下角东路三段，全长2.7千米。

## 概述及沿革

### 下角西路
下角西路为下角路的西段，原称“下路”，因地处下角西部，故命为现名。该道路的通车日期尚不可考。道路全长520米，宽34米，北起三环西路，南接下角中路。

### 下角中路
下角中路为下角路的中段，原称“下角工业大道”，因地处下角中部，故命为现名。该道路通车日期及由“下角工业大道”更为现名的日期均不可考。道路全长1.3千米，宽24米，北起大中堂路，南接下角东路。
下角中路原为由埔前通往梅湖片区的乡间小道，曾为唐朝“白沙古道”的其中一段。1974年3月，《惠州市城市建设规划（区域部分、道路控制部分）试行草案》提出新建下角工业大道。
1975年，当地民众进行义务劳动，建砂土碎石路。1986年8月，惠州市第三中学至下角南路路段改建为水泥混凝土路面；剩余路段则在1987年3月作同样改造，并取直拓宽。先行改建为水泥混凝土路面的路段曾建有两排花槽分隔双向交通，后废。

### 下角东路
下角东路为下角路的东段，原称“上路”“大庆路”，因地处下角东部，故命为现名。该道路通车日期及更为现名的日期均不可考。道路全长870米，宽32米，西接下角中路，东至三眼桥。
下角东路原是宋朝平湖堤，后于1930年代成为广汕公路的一部分，直至1981年8月22日为止。该道路经历了数次改建与拓宽。1957年，道路拓宽至9米，为花砂路面。1974年，道路再拓至18米，并改建为沥青路。1984年，道路又拓为21米，改建为沥青混凝土路。2001年12月28日，该道路再完成一次拓宽工程。
1993年12月，该道路曾建起一座人行天桥，后于2000年被拆卸。
2002年1月31日，惠州市人民政府决定将该道路由LG电子冠名为“LG大道”，以提高该企业的知名度，惟这名称于2000年代末逐渐淡出，现已不再使用。

## 沿途信息

### 主要交汇道路
- 梅湖路、三环西路
- 大中堂路、圆岭东路
- 小中堂二路、亚婆田街
- 小中堂一路
- 共建路
- 青年路[需要消歧义]
- 菱湖路、菱湖二路
- 下角南路、江菱路
- 慈云路
- 环城西路、江边路

### 主要建筑
- 惠州市变压器厂
- 惠州市第三中学
- 鹅城大剧院
- 惠州市青少年宫

### 行经公共交通
| 公交站名               | 行经路线                                     | 备注         |
| 下角西路               | 下角西路                                     | 下角西路     |
| ---------------------- | -------------------------------------------- | ------------ |
| 中堂市场               | 1、15、16、19、21、35                        |              |
| 下角中路               |                                              |              |
| 小中堂                 | 1、15、19、21、35                            |              |
| 第三中学               | 1、15、19、21、35                            |              |
| 江南医院               | 1、15、19、35、36                            |              |
| 下角东路               |                                              |              |
| 埔前                   | 惠州西湖接驳专线、1、L1A、15、17、19、29、35 |              |
| 西湖北门（市青少年宫） | 惠州西湖接驳专线、1、L1A、15、17、19、29、35 |              |
| 朝京门                 | 2、5、7、8、10、18、24、25、41、49、209快    | 仅设西行站台 |

## 争议事件
2007年11月底，有市民向当地报章投诉，指下角中路沿线新设立的路牌均标识为“下角西路”。对此，惠州市民政局区划地名科工作人员称，下角中路确有并入下角西路的计划，但因民众反对，有关计划已经取消。